# Kaplica Świętych Klemensa i Gertrudy we Wrocławiu
Kaplica Świętych Klemensa i Gertrudy – kaplica ku czci św. Gertrudy, która znajdowała się na Wygonie Świdnickim (część Wrocławia).

## Historia
Po raz pierwszy w dokumentach źródłowych o kaplicy św. Gertrudy wspomniano w 1399 oraz w 1401 roku. Należała do parafii św. Marii Magdaleny.
Mateusz Goliński utożsamia ją z kaplicą początkowo pw. Najświętszej Marii Panny a następnie pw. Bożego Ciała, na budowę której rada miejska Wrocławia uzyskała zgodę od biskupa w 1318 roku wraz z założeniem cmentarza.  
Kaplica miała ryglowo-murowaną konstrukcję. Obsługiwała cmentarz na którym chowano głównie skazańców oraz ludzi obcych i biednych.    